# Boston-Marathon 1983
Der Boston-Marathon 1983 war die 87. Ausgabe der jährlich stattfindenden Laufveranstaltung in Boston, Vereinigte Staaten. Der Marathon fand am 18. April 1983 statt.
Bei den Männern gewann Greg Meyer in 2:09:00 h und bei den Frauen Joan Benoit in 2:22:43 h.

## Ergebnisse

### Männer
| Platz | Athlet             | Land                   | Zeit (h) |
| ----- | ------------------ | ---------------------- | -------- |
| 01    | Greg Meyer         | Vereinigte Staaten     | 2:09:00  |
| 02    | Ron Tabb           | Vereinigte Staaten     | 2:09:31  |
| 03    | Benji Durden       | Vereinigte Staaten     | 2:09:57  |
| 04    | Ed Mendoza         | Vereinigte Staaten     | 2:10:06  |
| 05    | Christopher Bunyan | Vereinigtes Königreich | 2:10:54  |
| 06    | David Edge         | Kanada                 | 2:11:03  |
| 07    | Michael Layman     | Vereinigte Staaten     | 2:11:24  |
| 08    | Dan Schlesinger    | Vereinigte Staaten     | 2:11:36  |
| 09    | Jeff Wells         | Vereinigte Staaten     | 2:11:42  |
| 10    | Bill Rodgers       | Vereinigte Staaten     | 2:11:58  |

### Frauen
| Platz | Athletin          | Land               | Zeit (h) |
| ----- | ----------------- | ------------------ | -------- |
| 01    | Joan Benoit       | Vereinigte Staaten | 2:22:43  |
| 02    | Jacqueline Gareau | Kanada             | 2:29:27  |
| 03    | Mary Shea         | Vereinigte Staaten | 2:33:23  |
| 04    | Karen Dunn        | Vereinigte Staaten | 2:33:35  |
| 05    | Susan King        | Vereinigte Staaten | 2:33:52  |
| 06    | Jane Wipf         | Vereinigte Staaten | 2:37:18  |
| 07    | Kare Holm         | Vereinigte Staaten | 2:37:40  |
| 08    | Melinda Ireland   | Vereinigte Staaten | 2:39:07  |
| 09    | Maria Trujillo    | Mexiko             | 2:39:45  |
| 10    | Mary Burns        | Vereinigte Staaten | 2:42:10  |